# Narcisse-Amédée Vadecard
 (janvier 2016).
Si vous disposez d'ouvrages ou d'articles de référence ou si vous connaissez des sites web de qualité traitant du thème abordé ici, merci de compléter l'article en donnant les références utiles à sa vérifiabilité et en les liant à la section « Notes et références ».
Narcisse-Amédée Vadecard (né le 1er décembre 1866 à Saint-Saëns et mort le 26 février 1923 à Mézy-sur-Seine,, (certaines sources indiquent - sans preuve - qu'il serait mort après octobre 1941) est un publiciste français, secrétaire général du Grand Orient de France au moment de l'affaire des fiches. Ce poste capital dans le fonctionnement du Grand Orient fait de Vadecard le personnage central dans l’organisation de la délation.

## Biographie
Né à Saint-Saëns (Seine-Inférieure) le 1er décembre 1866, issu d’un milieu modeste, fils d’un cocher du baron Hély d’Oissel et d’une repasseuse, « la vie professionnelle de Vadecard a été liée au Grand Orient et à lui seul ». Cet homme de haute stature, strict et réservé, entré au Grand Orient en 1889, devient employé au secrétariat. Chef du secrétariat par intérim en 1899, il est nommé secrétaire en chef en mars 1900. Par son zèle il se voit concéder le titre de secrétaire général du Grand Orient de France en 1901. Initié en 1889, il accède au 33e grade en février 1901 et devient membre du Grand Collège des Rites écossais en juillet 1901.
Son poste de secrétaire lui confère une importance extraordinaire : « Le secrétaire général et son adjoint, seuls permanents parmi des gens qui passent, à côté d’un Conseil directeur constamment renouvelé, acquièrent une influence plus grande que celle de la plupart des membres du conseil de l’ordre ». En effet, alors que les membres du conseil de l’ordre, les membres du Grand Collège des Rites et les présidents sont élus, le secrétaire, qui ne l’est pas, garde son poste. Véritable homme clé du Grand Orient, Vadecard, secrétaire de l’obédience de 1900 à 1919, «…a sans doute été l’un des hommes les plus puissants – au moins au plan politique – de la France pendant de longues années [...]. », comme n’hésite pas à l’affirmer Denis Lefebvre dans son étude sur Vadecard.
Vadecard remplace au poste de secrétaire le frère Charles-Désiré Bergère dont Jean-Baptiste Bidegain écrit qu’il fut le premier, avec le commandant Pasquier, à revêtir son uniforme aux convents du Grand Orient. Le secrétaire est chargé de la direction des services administratifs, il se charge de la correspondance et prépare les réunions du Grand Orient. En fait, pour l’ancien secrétaire-adjoint Bidegain comme pour le directeur de L’Acacia, Charles-Marie Limousin, « le véritable chef de l’Ordre c’est le secrétaire général ». Le secrétariat est composé du secrétaire général Vadecard, du sous-chef Bidegain, d’un caissier-comptable, de quatre employés, d’un garçon de bureau et trois personnes au Service. Le secrétariat est ouvert tous les jours de neuf heures à dix-huit heures, sauf deux jours par an.
Il meurt en 1923 à Mézy-sur-Seine,,.
il est toujours vivant en 1941 car son nom apparait dans le journal quotidien du soir Le Petit Parisien en date du 4 octobre 1941 ou, en application de la loi sur les sociétés secrètes, il est cité dans la « liste des dignitaires de la Franc-Maçonnerie » : « N. A. Vaudecard, grand chancelier du grand collège des rites, ancien secrétaire général du Grand Orient »[réf. nécessaire]

## Le système Vadecard
Vadecard n’a jamais nié son rôle dans l’affaire des fiches, mais a démenti avoir été l’inventeur du système des fiches en juillet 1911, dans une lettre au Figaro. Ce démenti n’était d’ailleurs pas nécessaire, la simple lecture des comptes rendus du Grand Orient permettant de découvrir la mise en place du système. S’il n’a pas inventé le service des fiches, le secrétaire général n’en est pas moins le principal responsable.
C’est le sénateur Frédéric Desmons qui propose au capitaine franc-maçon Henri Mollin de fournir des renseignements au ministère. La proposition du sénateur Desmons est acceptée par le général André qui le rencontre ainsi que le général Percin rue Saint-Dominique. Pour Mollin, « le bureau du Conseil fut saisi de la question et arrêta les termes des demandes de renseignements à envoyer aux correspondants de province. » Le Grand Orient n’a plus qu’à développer son système mis en place en 1894 et Vadecard, qui a rendu visite au ministre de la Guerre, répond alors aux demandes de renseignements. En juillet 1901, une enquête générale en France est organisée mais très vite le secrétaire s’adresse aux vénérables pour des renseignements personnels.
La formule des demandes, établie par Bidegain, est la suivante :
« T :. C :. F :.,
Je vous serais très obligé de bien vouloir me communiquer d’urgence les renseignements les plus détaillés que vous aurez pu recueillir, au point de vue politique et philosophique, sur la personne désignée dans la note ci-jointe. Attitude politique, opinions et pratiques religieuses, mode d’instruction des enfants…L’intéressé a-t-il de la famille dans la localité ? Si oui, quelles sont ses fréquentations ? Il vous suffira de me retourner la fiche avec les renseignements sans lettre d’envoi.
Remerciements et sentiments frat :. dévoués. »
Les fiches renvoyées sont triées rue Cadet, recopiées à la machine à écrire puis expédiées à bicyclette au ministère de la Guerre. Vadecard écrit ainsi au capitaine Mollin le 23 juin 1904 :
« Mon cher ami,
 Je vous remets sous ce pli un certain nombre de renseignements. Soignez bien les promotions du 14 juillet. Bien affectueusement à vous. »
En dehors de ses activités professionnelles, Vadecard écrit des articles pour le Journal de Seine-et-Oise et rédige des « Notes républicaines » dans La Revue du siècle, revue créée en 1902 et dirigée par son adjoint au secrétariat du Grand Orient, Jean-Baptiste Bidegain.

## Distinctions, décorations et honneurs
Il est décoré de la Légion d’honneur en 1903 pour ses travaux de rédacteur politique sur le contingent personnel du ministère de la Guerre[réf. nécessaire]. Cette décoration lui est remise le 25 février 1903 par Antoine Blatin à la Loge Les Vrais Experts en présence de l’ancien président du Conseil de l’Ordre Frédéric Desmons.